# Kernos (Zeitschrift)
Kernos (vollständiger Titel Kernos. Revue internationale et pluridisciplinaire de religion grecque antique) ist eine 1987 in Belgien gegründete, universitäre wissenschaftliche Zeitschrift für das Gebiet der antiken griechischen Religion. Die ISSN lautet 0776-3824.
Die nach dem griechischen Kultgefäß Kernos benannte Zeitschrift ist das einzige wissenschaftliche Publikationsorgan, das sich ausschließlich der antiken griechischen Religion widmet. Kernos erscheint seit der ersten Ausgabe im Jahr 1988 jährlich einmal und wird von der Universität Lüttich herausgegeben. Ziel ist es, Forschern zu Phänomenen der griechischen Religion eine Plattform zu bieten und den wissenschaftlichen Austausch zwischen den verschiedenen Disziplinen der Altertumswissenschaften, die Beiträge zur griechischen Religionsgeschichte leisten, zu fördern und zu erleichtern.
Die Zeitschrift publiziert zum einen originäre Forschungsbeiträge. Diese Artikel durchlaufen ein Peer-Review und werden erst nach entsprechenden Gutachten für die Publikation angenommen. Vornehmliche Publikationssprachen sind Französisch und Englisch, doch werden auch deutschsprachige, italienische und spanische Artikel angenommen. Zum anderen veröffentlicht Kernos verschiedene Bulletins, in denen kritische Würdigungen der einschlägigen Publikationen zu Themen der griechischen Religion vorgestellt und kommentiert werden. Hierbei ist das Epigraphic Bulletin den epigraphischen, die Chronique archéologique den archäologischen Arbeiten gewidmet. Darüber hinaus gibt die Chronique bibliographique einen Literaturüberblick mit kurzen Zusammenfassungen.
Seit 1992 wird eine ergänzende Reihe in Zusammenarbeit mit dem Centre international d’étude de la religion grecque (CERG) herausgegeben. Die Supplementbände sind monographischen Charakters oder dienen der Veröffentlichung von Kongressakten, insbesondere der alle zwei Jahre stattfindenden Kongresse des CERG.
Die Jahrgänge ab dem Jahr 2005 stehen als Online-Ausgabe unter openedition.org zur Verfügung, die älteren Jahrgänge werden dort als PDF bereitgestellt. Das zehnköpfige Redaktionskomitee ist international besetzt, Vorsitzender des Komitees ist André Motte (Stand 28. Juni 2020).